# Astragalus bucharicus
Astragalus bucharicus är en ärtväxtart som beskrevs av Eduard August von Regel. Astragalus bucharicus ingår i släktet vedlar, och familjen ärtväxter. Inga underarter finns listade i Catalogue of Life.